# Cordillera Occidental de Azuero
La Cordillera Occidental de Azuero, Sierra de Azuero o Cadena Occidental de Azuero, es una sierra del occidente de la península de Azuero, que recorre la península en dirección norte-sur. Tiene su mayor altitud en el cerro Hoya a unos 1 569 m s. n. m., Moya con de 1,534 m s. n. m. y Soya con 1,478 m s. n. m. Otros picos importantes de la sierra son el Cambutal, El Cacarañado, entre otros.

## Geografía
La sierra está ubicada en los límites de las provincias de Herrera, Los Santos y Veraguas (Mariato).
La historia de la sierra inicia en el cretácico, con la formación de las primeras islas volcánicas que constituirían la actual península de Azuero.  Está compuesta por rocas cristalizadas de la era paleozoica.